# Liptena confusa
Liptena confusa är en fjärilsart som beskrevs av Aurivillius 1899. Liptena confusa ingår i släktet Liptena och familjen juvelvingar. Inga underarter finns listade i Catalogue of Life.